# Cathédrale Saint-Louis de Blois
Pour les articles homonymes, voir Saint-Louis et Cathédrale Saint-Louis.
La cathédrale Saint-Louis de Blois est une cathédrale catholique romaine située à Blois, dans le département du Loir-et-Cher, en région Centre-Val de Loire.
Classée monument historique depuis le 9 août 1906, elle est le siège du diocèse de Blois, érigé en 1697 par une bulle du pape Innocent XII, au moment de la reconstruction de l'église Saint-Solenne détruite lors d'une tempête. Auparavant, le pays blésois avait toujours été dependant du diocèse de Chartres pour gérer son administration.
Depuis l'existence d'une chapelle Saint-Pierre attestée au VIe siècle, l'actuelle cathédrale est, après quatre campagnes de reconstruction, la cinquième église ayant existé à cet endroit.

## Histoire

### Origines: la chapelle Saint-Pierre
Déjà au VIe siècle, une chapelle existait sous le vocable de Saint Pierre, à l'époque mérovingienne, remplaçant probablement un sanctuaire établi au milieu d'un cimetière gallo-romain situé à la sortie de Blois, en direction d'Orléans,.

### L'église Saint-Solenne de Blois
Une crypte fut ajoutée à cette église vers 977, à la demande de Liutgarde de Vermandois, veuve du comte Thibaud Ier, pour accueillir les reliques de Saint Solenne, évêque de Chartres au temps du roi Clovis,. C'est à ce moment-là que l'église fut reconstruite une première fois et pris le vocable de Saint-Solenne,. Un clocher fut accolé à la façade occidentale au XIe siècle.
En 1132, l'évêque Thierry de Chartres offre l'église à l'abbaye de Bourg-Moyen, établie à Blois, dont les moines ont adopté la règle de saint Augustin une dizaine d'années auparavant. Les moines entament la deuxième campagne de reconstruction totale de l'édifice.

#### Guerre de Cent Ans
L'église semble avoir été reconstruite à partir du XIIIe siècle, notamment du côté inférieur de la tour-clocher. Dans un contexte de Guerre de Cent Ans le siècle suivant, l'édifice est rapidement achevé par du bois richement décoré des emblèmes du roi Charles VI, du duc Louis d'Orléans et de son épouse Valentine Visconti. L'église se retrouve par ailleurs à l'intérieur d'un mur d'enceinte entourant les principaux bourgs de Blois.

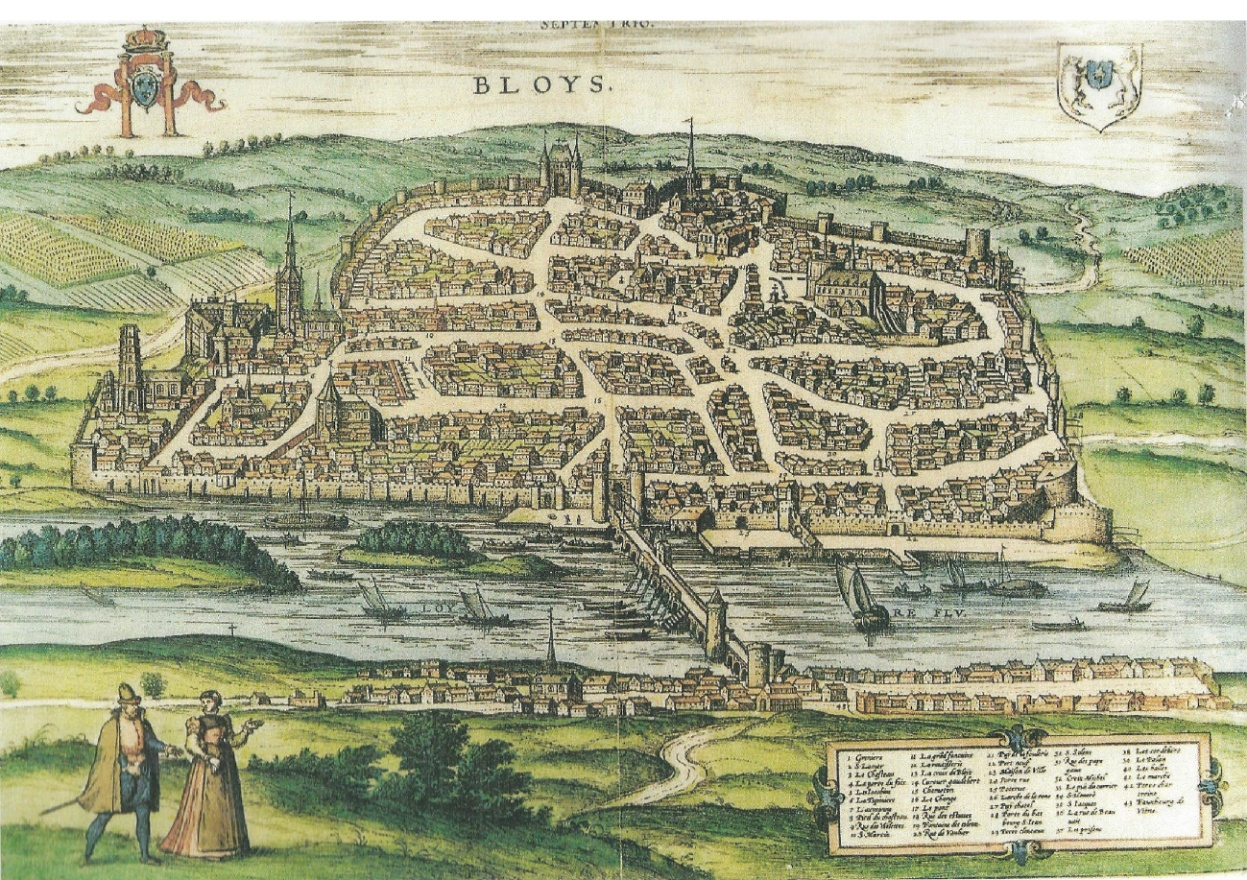
Saint-Solenne est visible à droite sur la vue cavalière de François de Belleforest (1575).

#### Renaissance
De l'église médiévale ne subsiste que le soubassement du clocher et la crypte, au-dessus de laquelle s'est construit le nouveau chœur. En effet, l'église est entièrement reconstruite une troisième fois à partir de 1544 en style Renaissance, avec un élargissement de la nef coté Nord. Ces travaux font écho à l'essor architectural que connaît Blois alors que les rois y ont élu résidence. La voûte était alors en bois comme beaucoup d'églises de la région (Mer, La Madeleine de Vendôme, Villiers-sur-Loir, etc.).
Le dôme de la tour-clocher est achevé en 1609.

### Dernière campagne de reconstruction et élévation en cathédrale
Dans la nuit du 6 au 7 juin 1678, l'église Saint-Solenne est dévastée par un ouragan. Les vitraux sont brisés, la voûte s'effondre et les piliers détruits ; ne subsistent aujourd'hui de l'édifice d'origine que la façade et la tour-clocher. La quatrième reconstruction, cette fois en style gothique, eut lieu entre 1680 et 1702 sous la direction de l’architecte Arnoult-Séraphin Poictevin (mort en 1720), sous l’impulsion notamment du lieutenant-général du bailliage de Blois, Jacques II Belot, qui parvient à enjoindre le ministre Colbert, dont l’épouse était blésoise, de faire part du projet au roi Louis XIV, qui accorde son plein financement. Les maîtres maçons sélectionnés sont tous deux blésois (Jean Habert et Jean Jacquet). Ces travaux amorcent d'autres grands aménagements dans la ville dans la première moitié du XVIIIe siècle, dont la construction du palais épiscopal (actuel hôtel de ville) et des jardins de l'Évêché, mais également du pont Jacques-Gabriel et de l'aménagement des quais de Loire.
Entre-temps, on cherche à réduire la taille de l'immense diocèse de Chartres. Le diocèse de Blois est finalement érigé en 1697 et, après quelques hésitations avec la prestigieuse abbaye Saint-Laumer, c'est l'église Saint-Solenne encore inachevée qui est choisie pour devenir la cathédrale du nouvel évêché. Louis XIV offrit le maître-autel en 1698, puis le buffet d'orgue en 1704.
La cathédrale est officiellement consacrée par le second évêque de Blois, François Lefebvre de Caumartin, sous le vocable de Saint Louis, roi de France, le 9 juillet 1730.

### Conséquences de la Révolution

#### Décennie 1790
La volonté révolutionnaire de supprimer l'influence de l'Église sur la société républicaine a bouleversé l'ensemble des lieux de culte de Blois.
Bien que de nombreuses églises ont été détruites, la majestueuse cathédrale est conservée et convertie en temple de la Raison pour les cultes décadaires. La présence de l'abbé Grégoire, évêque constitutionnel, ne suffira pas à préserver son état. Tout son mobilier sera vendu : autels, reliquaires, orfèvrerie, statuaire, etc. Seuls subsistent le maître autel et les grandes orgues.

#### Relégation en église Saint-Louis
L'édifice redevient une église paroissiale et perd temporairement son statut de cathédrale quand le Concordat supprime le diocèse de Blois en le rattachant à celui d'Orléans.
L'abbé Mathurin Gallois, curé entre 1803 et 1817 entreprendra de restaurer l'église Saint-Louis le plus souvent sur ses propres deniers. Il restaure le maître autel, ajoute candélabres, tabernacle et croix. Il restaure les chapelles de semaines dévastées avec des nouveaux autels, retables, prédelles, confessionnaux... L'église retrouve son éclat à sa mort en 1817.

#### Rétablissement de la cathédrale
En 1823, le diocèse de Blois est rétabli, et l'église redevient cathédrale : Philippe-François de Sauzin est nommé évêque en juillet, succédant au curé Jean-François Martin de Boisville.

### Les derniers changements depuis 1850

#### Restauration duXIXesiècle
En 1850 est aménagée une chapelle latérale afin de recevoir la sépulture des évêques du diocèse.
Une grande campagne de travaux s'ouvre à partir de 1860 sous la direction de l’architecte blésois Jules de La Morandière. La chapelle axiale est ajoutée au déambulatoire, dédiée à Notre-Dame, selon le Vœu de Louis XIII. Cinq vitraux illustrant la vie de Saint Louis sont commandés chez le célèbre vitrailliste Lucien-Léopold Lobin à Tours pour être installés dans le chœur (baies no 100 à 104). Ce dernier produisit neuf autres vitraux aux personnalités plus variées pour le déambulatoire.

Vitraux de Lobin à Blois
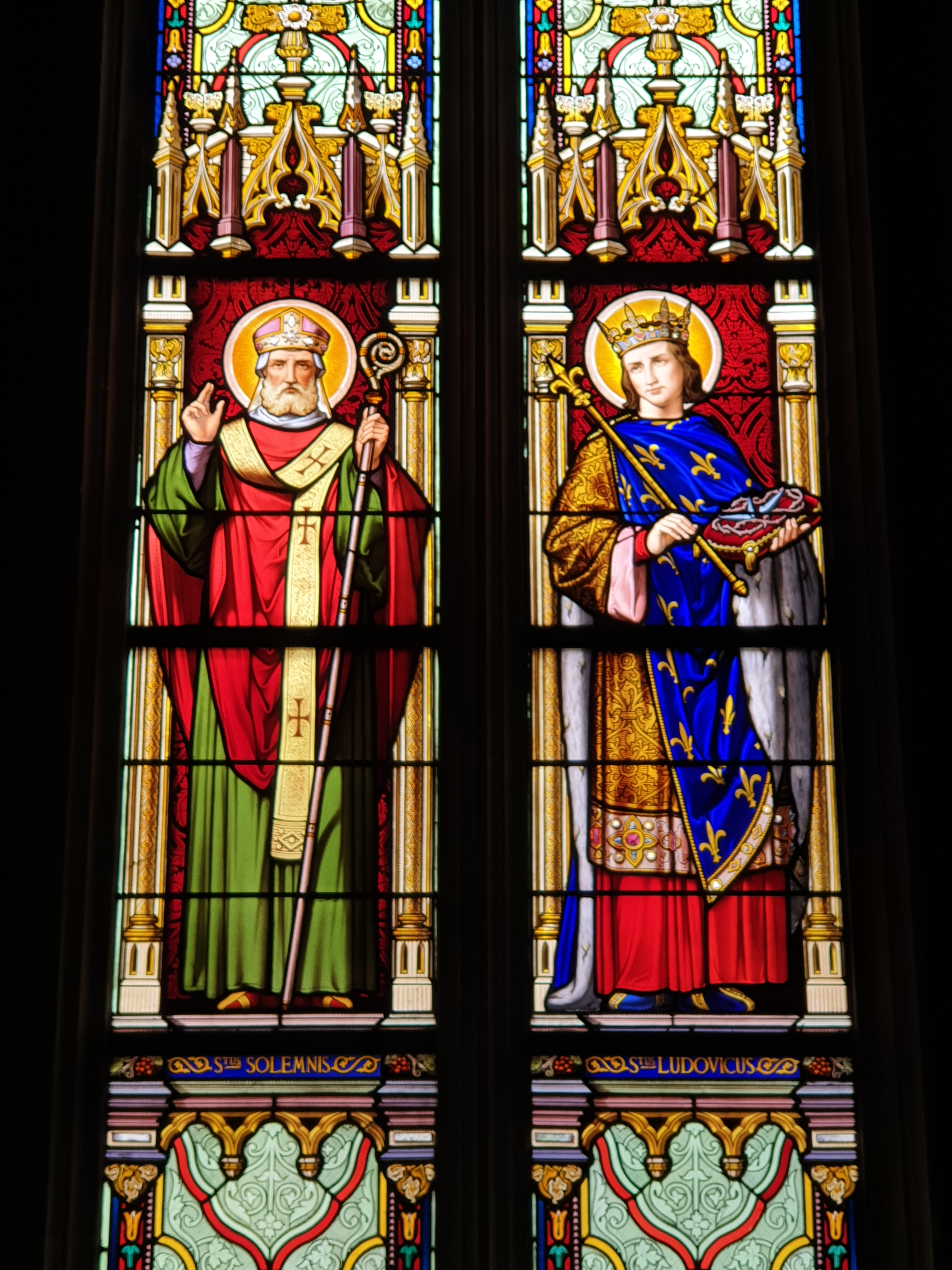
Saint Solenne et Saint Louis, les deux patrons historiques de l'église (baie no 9).

#### DébutXXesiècle
Dans les années 1930, la crypte est fouillée et réhabilitée par le travail du docteur Frédéric Lesueur, historien blésois.
La réforme suivant le IIe concile œcuménique du Vatican dans les années 1960 a malheureusement laissé des traces. Dans la nef, la chaire à prêcher a été détruite sans autorisation, le banc des chanoines a disparu. Les bannières pavoisant la cathédrale ont été remisées. Dans le chœur, les grilles de clôture ont été cédées aux compagnons d'Emmaüs, le nombre des stalles a été divisé par quatre. Mais le grand autel a heureusement été conservé, restauré à la place pour laquelle il a été fait, à l'entrée du chœur, position dite "à la romaine". Et la cathèdre est toujours celle de Sauzin au rétablissement du diocèse de Blois en 1823.[réf. nécessaire]

#### Les vitraux modernes de Jan Dibbets
Le grand chantier de la cathédrale au XXe siècle fut la réalisation des vitraux, la cathédrale n'en ayant jamais eu depuis sa reconstruction après l'ouragan de 1678. L'œuvre fut confiée par Jack Lang, ministre de la Culture et maire de Blois, à l'artiste hollandais Jan Dibbets en 1992. Passionné de symbolisme chrétien, l'artiste trouva une belle la collaboration avec le chanoine Dominique Dupont (1944-2020), curé de la cathédrale pour élaborer un programme qui soit non seulement une catéchèse, mais une véritable œuvre théologique. Le talentueux maître-verrier Jean Mauret les réalisa. Les nouveaux vitraux couvrent trente-trois baies, hautes et basses, et représentent une surface totale de plus de 360 m2.
Les baies basses illustrent l'adage du concile Vatican II : « L'eucharistie est source et sommet de toute vie chrétienne ».
Les baies hautes sont ordonnées comme une progression vers le mystère divin. Les symboles chrétiens (vigne, ancre, tétragramme) accompagnent les chrétiens dans la nef, en compagnie des saints (Saint Louis, Saint Pierre et Saint Paul) vers le seul du chœur marqué par le Christ et la Vierge Marie. Dans le sanctuaire, la Trinité est honorée en elle-même (verrière Nord), et telle qu'elle se révèle en Jésus Christ (verrières Sud).
La composition, sans se revendiquer iconoclaste, est aniconique, suivant une tradition très minoritaire dans l'Église catholique, mais qu'il est possible de rattacher à Raban Maur. Cette tradition est présente dans la vallée de la Loire grâce à l'œuvre notamment du P. Patrice de Saint-Dyé au XVIIe siècle.
En plus de leur esthétique et de leur signification catholique, les vitraux de Dibbets ont cet immense avantage de respecter la lumière qui inonde la cathédrale, dans l'esprit des bâtisseurs de la fin du XVIIe siècle.
Les vitraux ont été inaugurés en l'an 2000, en présence de la reine Béatrix des Pays-Bas, du maire Jack Lang, et de Maurice de Germiny, évêque de Blois.

### La cathédrale auXXIesiècle
La moitié sud des vitraux modernes de la nef a été endommagée en juillet 2005 à la suite d'une violente tempête de grêle. En 2009, ces 18 vitraux de Jan Dibbets ont été les premiers éléments à être restaurés en profitant du « Plan Cathédrales » de la région Centre lancé la même année. L'ensemble des vitraux est depuis protégé.
Entre mars 2015 et avril 2017, les façades latérales ont été rénovées, incluant également la toiture qui est désormais recouverte d'ardoises d'Espagne,.
La campagne de restauration s'achève en juillet 2018 avec la remise en état de la porte principale d'accès, retrouvant ainsi sa couleur ocre d'origine, restituée grâce à un mélange traditionnel à base de farine et d'huile de lin, tel qu'au XVIe siècle.

## Architecture

### Généralités

#### Structure et dimensions
Les principales dimensions de la cathédrale sont les suivantes[réf. souhaitée] :
| Longueur totale                  | 79 m    |
| Largeur totale                   | 32,50 m |
| Hauteur de la tour-clocher       | m       |
| Longueur de la nef sans le chœur | 49 m    |
| Largueur de la nef               | 9,60 m  |
| Hauteur sous voûte de la nef     | 18,40 m |

#### Matériaux de construction
La cathédrale est essentiellement bâtie en pierre de taille provenant des anciennes carrières de Beauce où le tuffeau (caractéristique de Blois et du val de Loire) est abondant.
La toiture est quant à elle composée d'ardoises, d'abord issues d'Anjou mais aujourd'hui remplacées par des ardoises originaires d'Espagne depuis 2015.

### L’extérieur

#### La façade principale
Datée du milieu du XVIe siècle, la façade ouest témoigne d’un compromis entre le style gothique tardif traditionnel et les débuts du classicisme. On y trouve des éléments médiévaux tels les gargouilles, les contreforts coiffés de pinacles ainsi que le pignon aigu qui surmonte le tout, mais aussi des éléments classiques tels le fronton triangulaire, les médaillons en ronde-bosse dans les écoinçons.

#### La tour-clocher
La partie la plus remarquable de la cathédrale est sa majestueuse tour-clocher située au nord de la façade et qui domine toute la ville. Si son soubassement date du XIIe siècle, la construction débuta en 1544. De style Renaissance, elle est pourvue de colonnes ioniques et corinthiennes. Le dernier étage est coiffé d’un dôme surmonté d’un lanternon édifié en 1609. Ce dôme ressemble beaucoup à ceux qui coiffent les deux tours de la cathédrale Saint-Gatien de Tours, dont la construction s’est achevée en 1547. Il est probable que la tour-clocher soit l’œuvre de Jean Delespine qui avait participé au chantier du château de Valençay autour de 1540.

La tour-clocher étant l'un des points les plus hauts de la ville, elle est aujourd'hui équipée d'un paratonnerre.

Influences locales
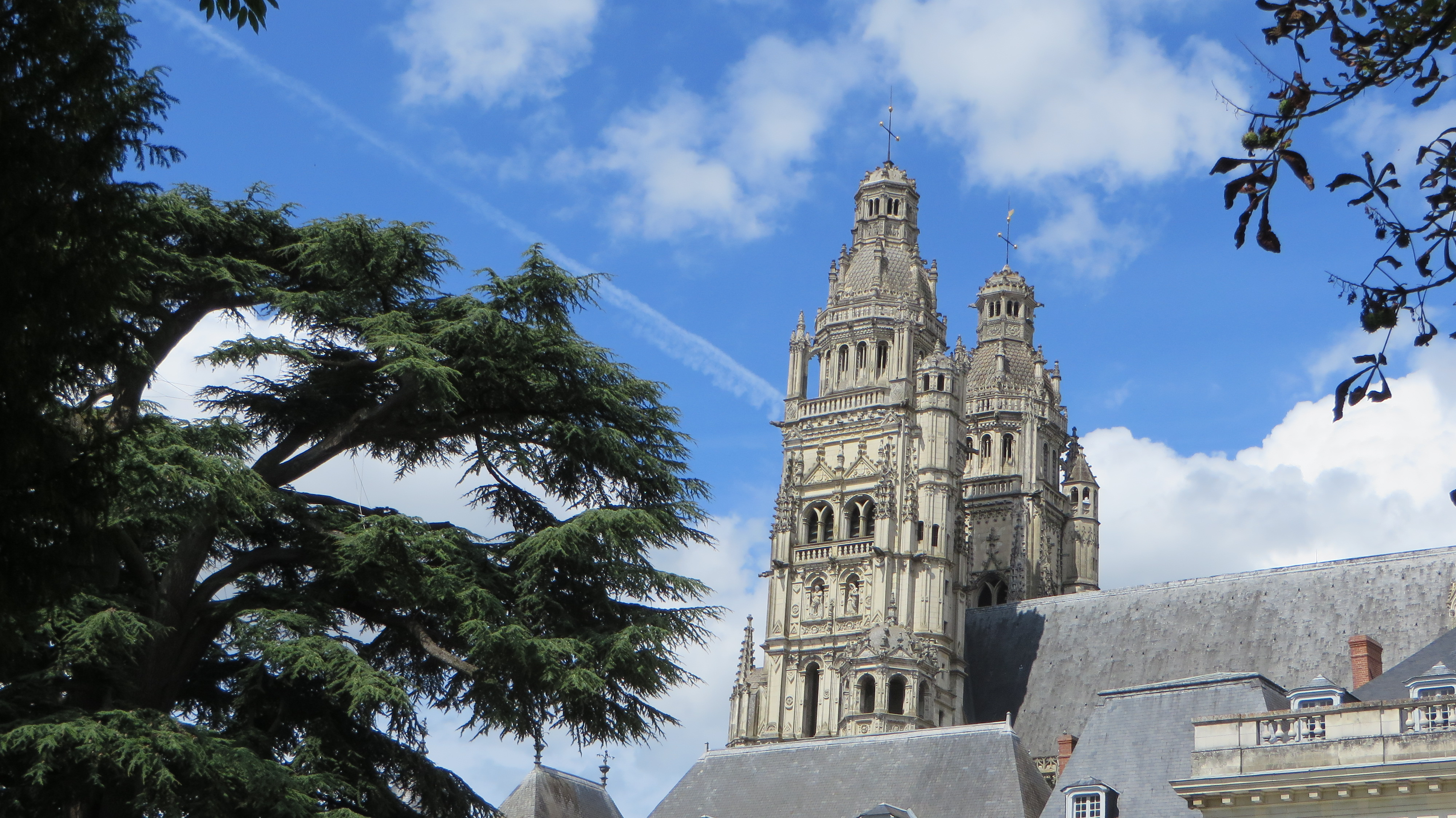
La double tour-clocher de la cathédrale Saint-Gatien de Tours (Indre-et-Loire).
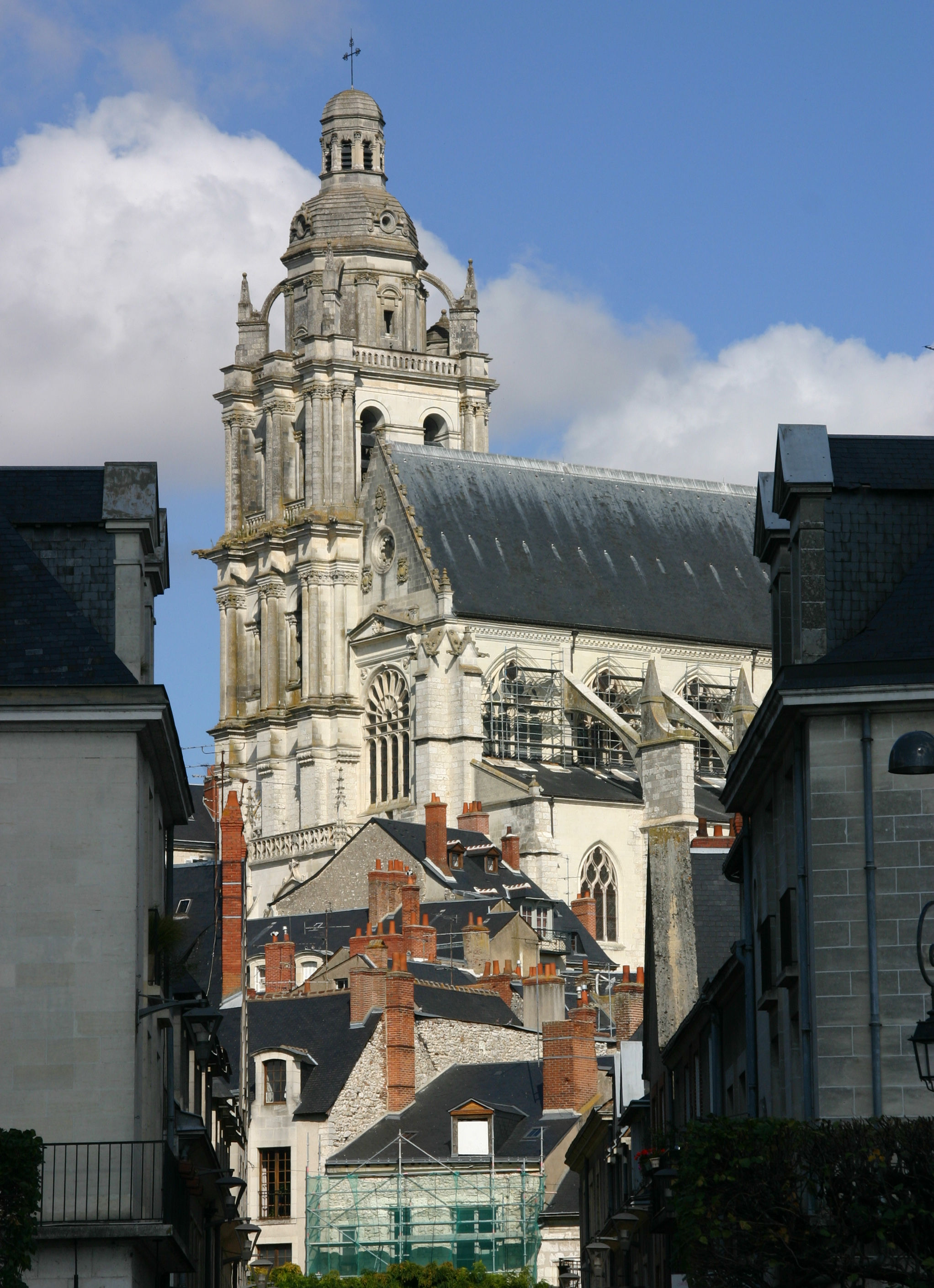
La tour unique de Blois.
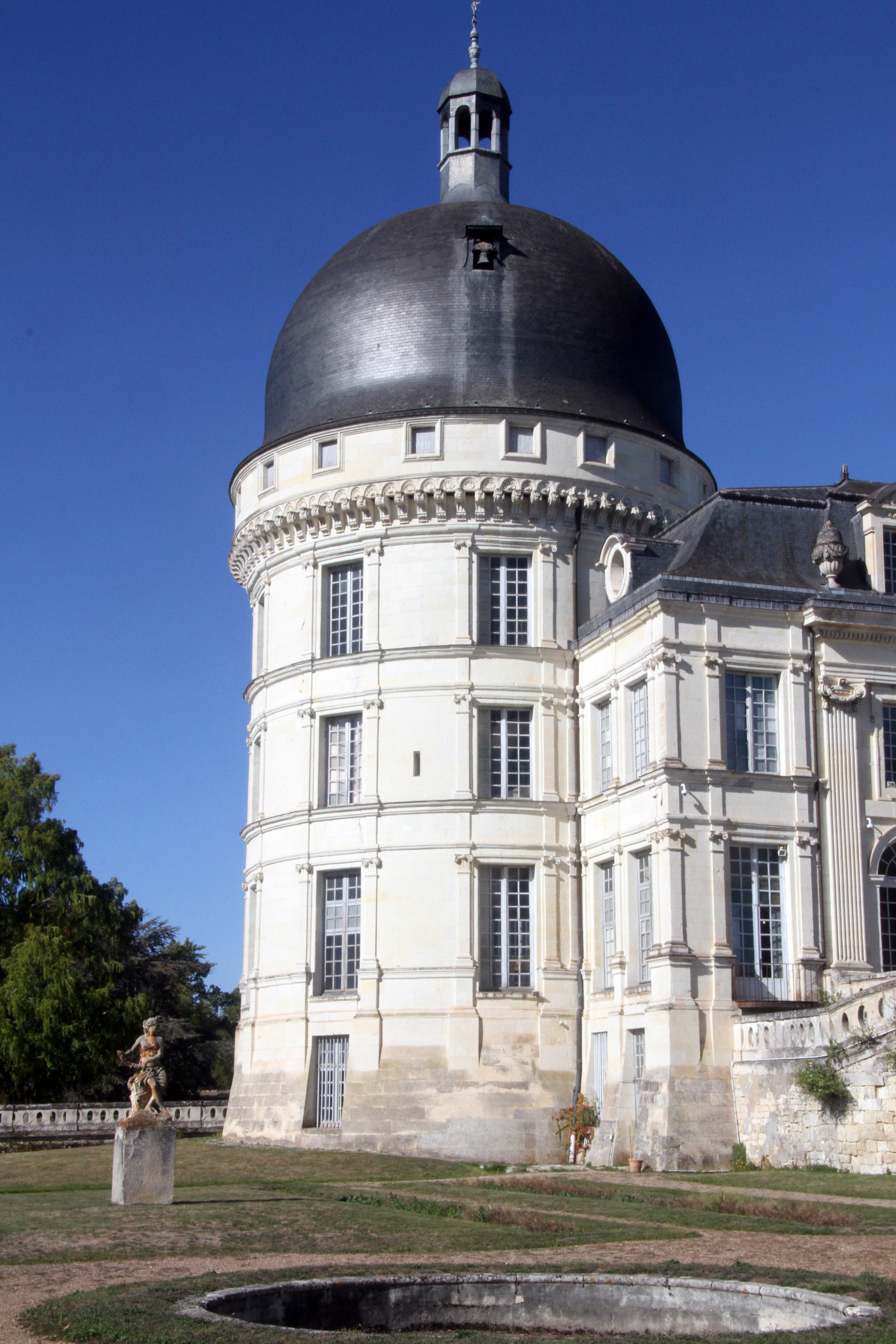
Dôme du château de Valençay (Indre).

#### Les cloches
La tour-clocher comporte sept cloches qui sonnent le do, ré, mi, fa, sol, do dièse et ré dièse.
Fondues au XIXe siècle par Nicolas IV Cavillier, les cloches ont été restaurées en 2013.

### L’intérieur

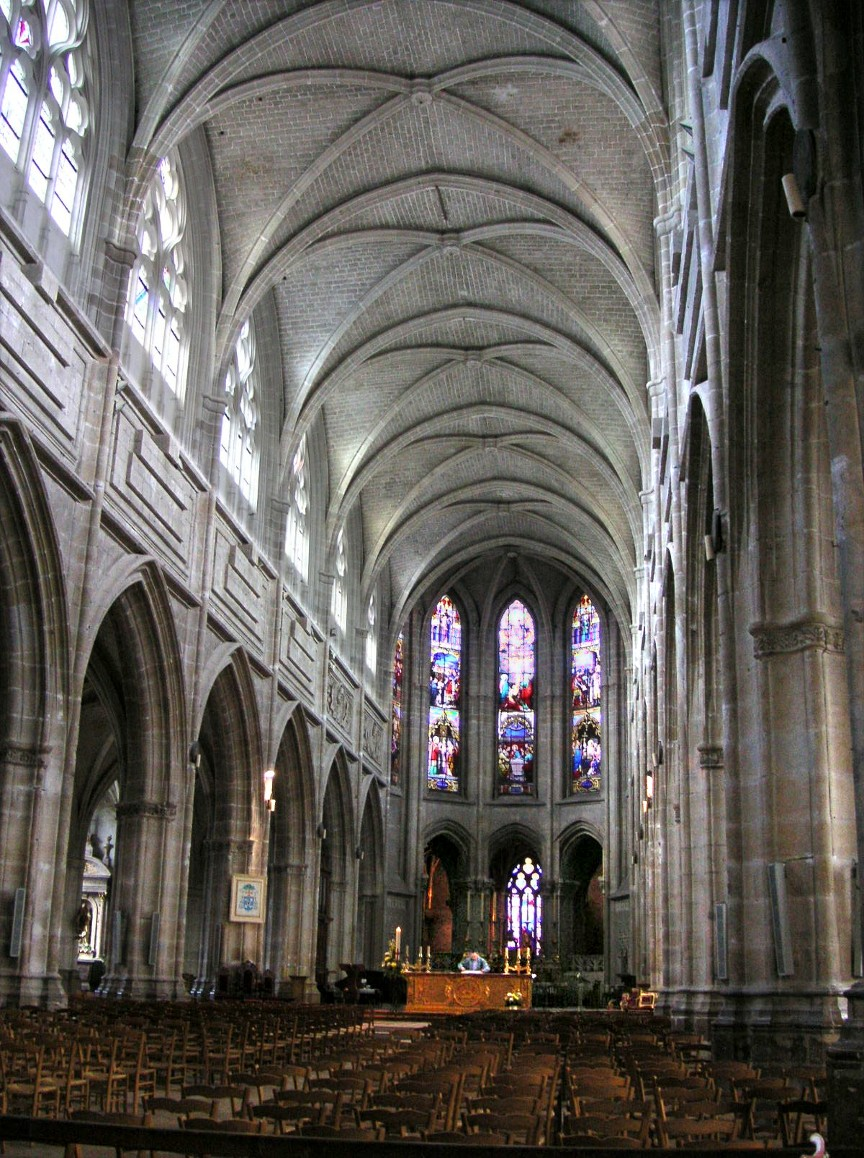
Intérieur de la cathédrale de Blois.

La cathédrale est composée d’une large nef à collatéraux nord et sud (1680-1700) sur lesquels s’ouvrent des chapelles latérales, ainsi que d’un chœur avec son déambulatoire. Il n’y a pas de transept.

#### Le chœur
Le chœur possède une abside à cinq pans des XVIe et XVIIe siècles. Encadrant le chœur, le déambulatoire a été ajouté fin XVIIe siècle, et les chapelles rayonnantes datent du XIXe siècle. Les piliers torsadés sont un pastiche du style Louis XII, exemple typique de l’imitation des styles du passé sous le Second Empire. Dans les fenêtres hautes se trouvent une part des vitraux du XIXe réalisés par Lobin.

#### La nef et ses chapelles latérales
Après l’ouragan de 1678, seuls la façade, l’abside à cinq pans et les piliers du chœur furent réutilisés. À cette occasion on recouvrit pour la première fois le sanctuaire d’une voûte d’ogives.
L’église possède une seule chapelle fort ancienne, datant du XIIe siècle et située à gauche sous la tour, avec voûte d’ogives d’époque retombant sur des chapiteaux à feuilles d’acanthe.
Face à celle-ci, du côté droit dans la première chapelle se trouve un bas-relief en marbre récupéré du tombeau d'Anna Leszczyńska, la mère du roi de Pologne et duc de Lorraine Stanislas Leszczynski, décédée à Blois lors de leur exil en France.

La cathédrale abrite encore un autre bas-relief de marbre blanc appelé La Mémoire et la Méditation, œuvre de Louis II Lerambert datée de 1660.

Les bas-reliefs
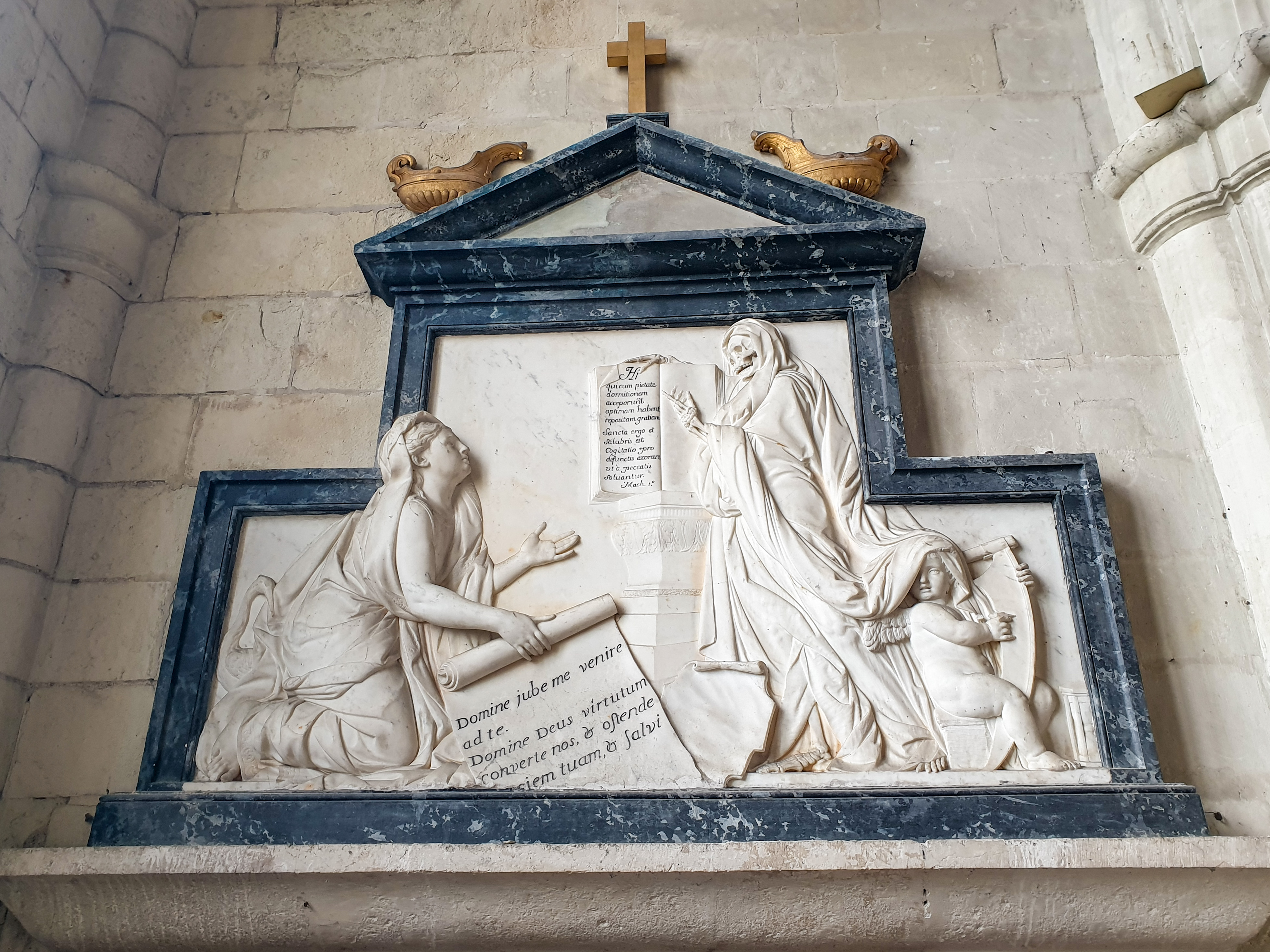
Femme agenouillée devant la mort, bas-relief du tombeau de la reine mère de Pologne, Anna Leszczyńska (artiste inconnu, XVIIIe siècle).

La cathédrale contient également trois reliefs représentant chacun de ses patrons historiques.

Les reliefs des patrons
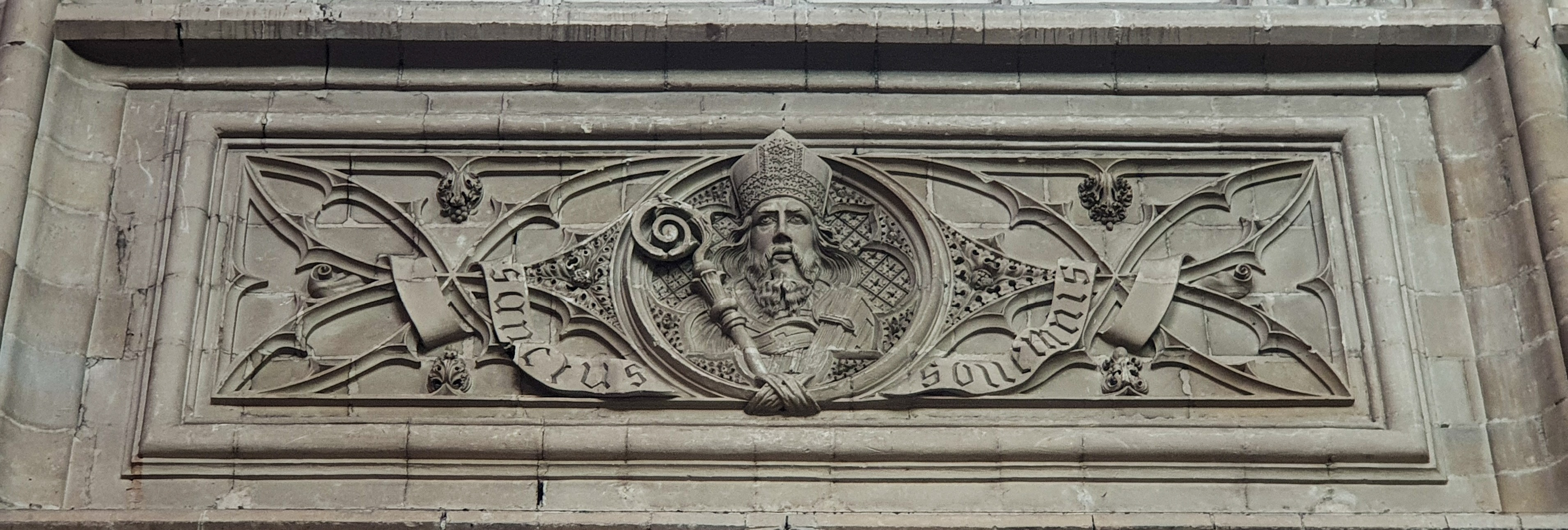
Relief de Saint Solenne (Mausline, 1847).

Outre la nef, la cathédrale est munie de 13 chapelles latérales. Elles sont dédiées aux saints suivants :
- sur l'aile Nord :
  - no 2 : Saint Solenne[13], évêque de Chartres sous Clovis,
  - no 3 : Saint Gilles[14], ermite athénien ayant voyagé en Europe,
  - no 4 : Sainte Anne[15], grand-mère de Jésus,
  - no 5 : Saint Pierre[16], apôtre,
  - no 6 : Sacré-Cœur[17],
  - no 7 : Saint Joseph[18], époux de Marie selon la Bible ;
- sur l'aile Sud :
  - no 1 : Chapelle des Fonts baptismaux[19],
  - no 2 : Chapelle des Agonisants et de la Bonne Mort[20],
  - no 3 : Sainte Thérèse de Lisieux, sainte française du XIXe siècle,
  - no 4 : Saint Expédit[21], saint contesté,
  - no 5 : Saint Ange Gardien[22],
  - no 6 : Saint Paul[23], apôtre,
  - no 7 : Sainte Marie Madeleine (un temps dédiée au Bienheureux Père Daniel Brottier[24], cette chapelle a retrouvé son vocable d'origine)
  - no 8 : Bienheureux Charles de Blois[25], saint né à Blois, fils du comte Guy Ier.

Les chapelles latérales
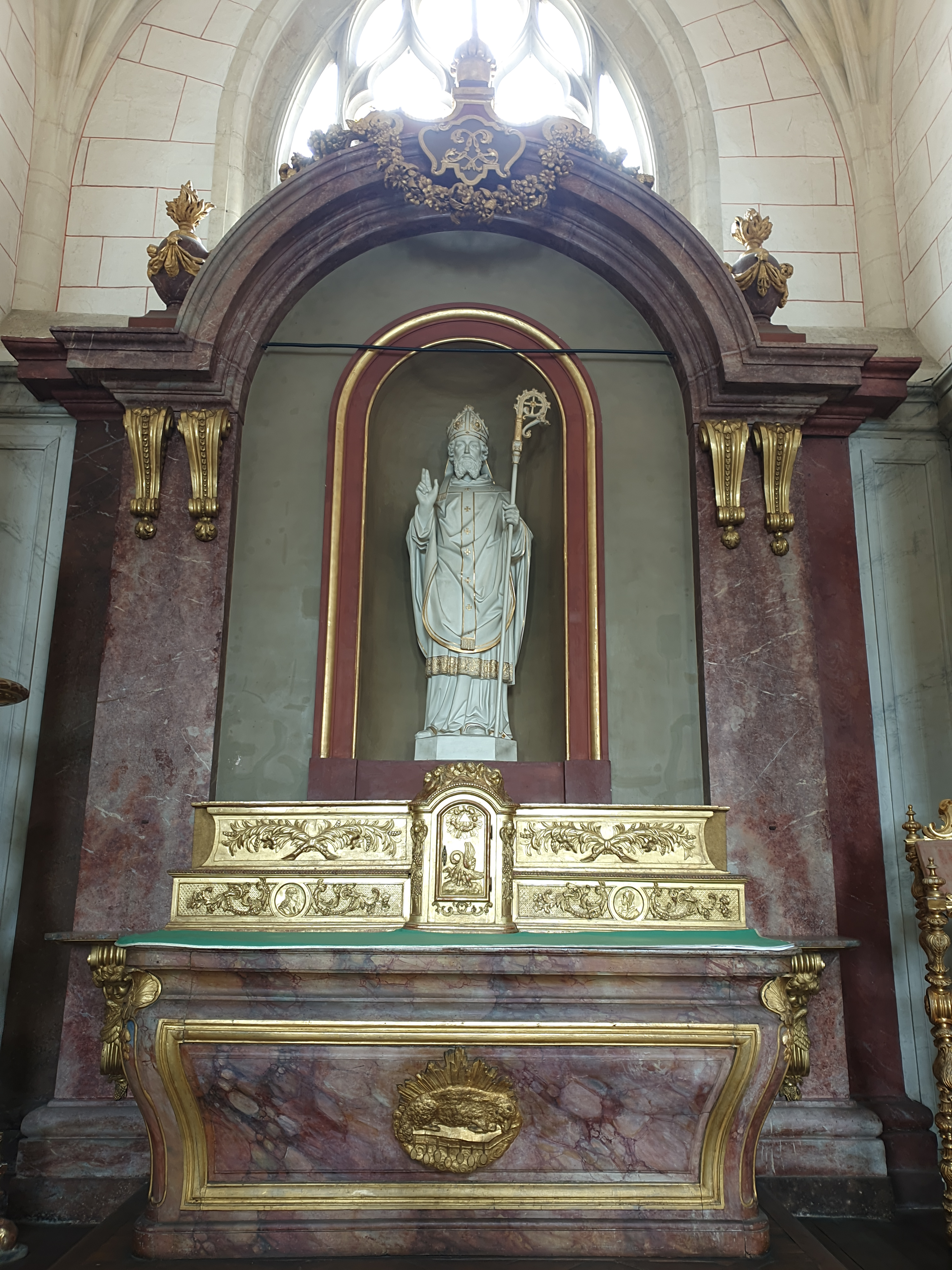
Chapelle Saint-Solenne.
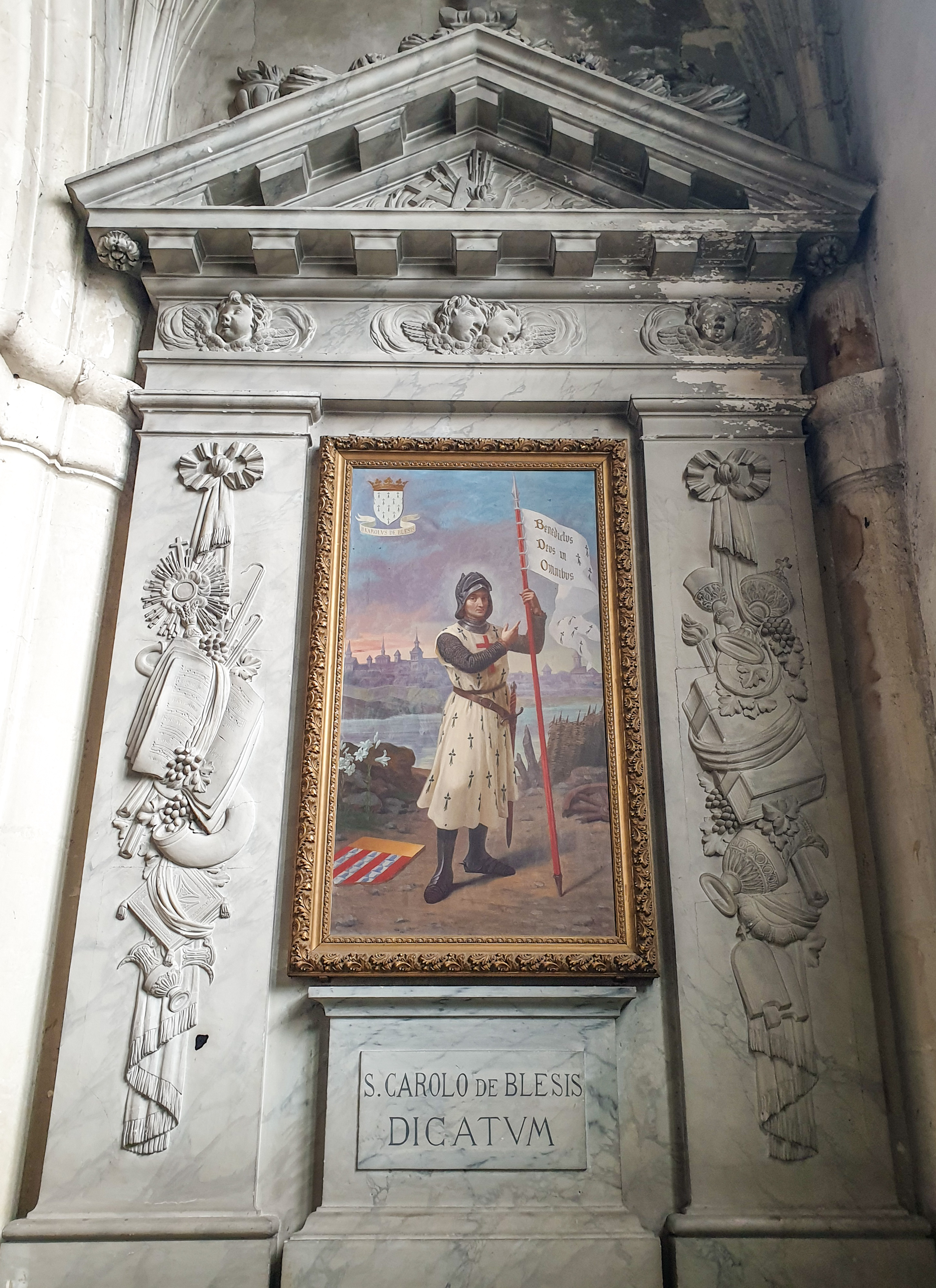
Chapelle du Bienheureux Charles de Blois, avec une peinture d'Enrico Bottoni (XIXe siècle).

Bien qu'une statue équestre existe dans le jardin de l'Évêché, aucune chapelle de la cathédrale n'est dédiée à Jeanne d'Arc (qui a séjourné dans la ville), contrairement à la plupart des églises restantes de Blois.

#### Les orgues

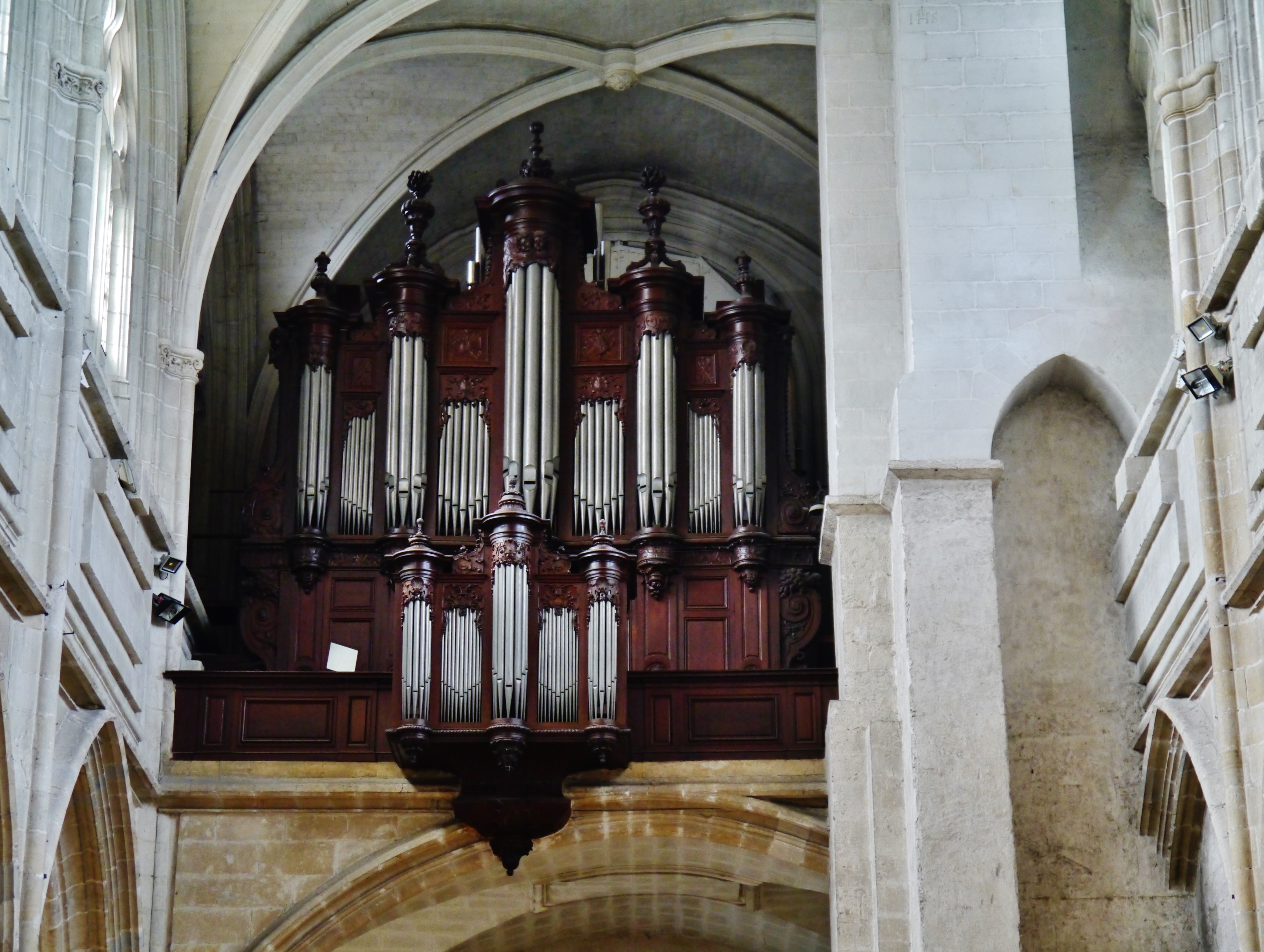
Orgues de la cathédrale de Blois.

L’orgue a été construit par Robert Clicquot et son fils Jean-Baptiste et le buffet a été offert par Louis XIV en 1704 ; l’orgue avait été réceptionné par Nicolas Lebègue. Il a passé la tourmente révolutionnaire avec quelques dégâts, mais échappe à la destruction. Il reçoit des réparations par Jean-Baptiste Isnard puis d’autres facteurs avant l’intervention de Joseph Merklin à partir de 1880. Ce dernier construit un orgue neuf dans le goût du temps et avec tous les perfectionnements techniques de l’époque, en conservant le buffet des Clicquot ; le concert d’inauguration est donné par Alexandre Guilmant. Ce sera ensuite une rénovation dans un esprit néo-classique en 1954 par Joseph Gütschenritter fils, avant l’inauguration de l’instrument restauré par André Marchal. L’instrument est restauré par Bernard Hurvy en 2000.
Le buffet est classé « Monument historique » en 1908 et la partie instrumentale en 1979.
L’orgue possède 32 jeux sur trois claviers manuels et pédalier. Les transmissions sont mécaniques avec machine Barker au Grand-Orgue. Le nombre de tuyaux est inconnu.
Composition
| Grand-Orgue: 56 notes |
| Bourdon 16’           |
| Montre 8’             |
| Flûte harmonique 8’   |
| Salicional 8’         |
| Gambe 8’              |
| Prestant 4’           |
| Doublette 2’          |
| Cornet V              |
| Bombarde 16’          |
| Trompette 8’          |
| Clairon 4’            |

| Positif: 56 notes   |
| Bourdon 8’          |
| salicional 8’       |
| Flûte harmonique 4’ |
| Quinte-flûte 2’ 2/3 |
| Fourniture IV-V     |
| Trompette harm. 8’  |
| Clarinette 8’       |

| Récit expressif: 56 notes |
| Flûte traversière 8’      |
| Cor de nuit 8’            |
| Gambe 8’                  |
| Voix céleste 8’           |
| Flûte octaviante 4’       |
| Octavin 2’                |
| Trompette harm. 8’        |
| Basson-hautbois 8’        |
| Voix humaine 8’           |

| Pédale: 30 notes    |
| Contrebasse 16’     |
| Soubasse 16’ *      |
| Octave-basse 8’ *   |
| Bourdon 8’          |
| Violoncelle 8’ *    |
| Bombarde 16’        |
| Trompette 8’        |
| Clairon 4’          |
| * : Emprunt au G.O. |

#### La crypte

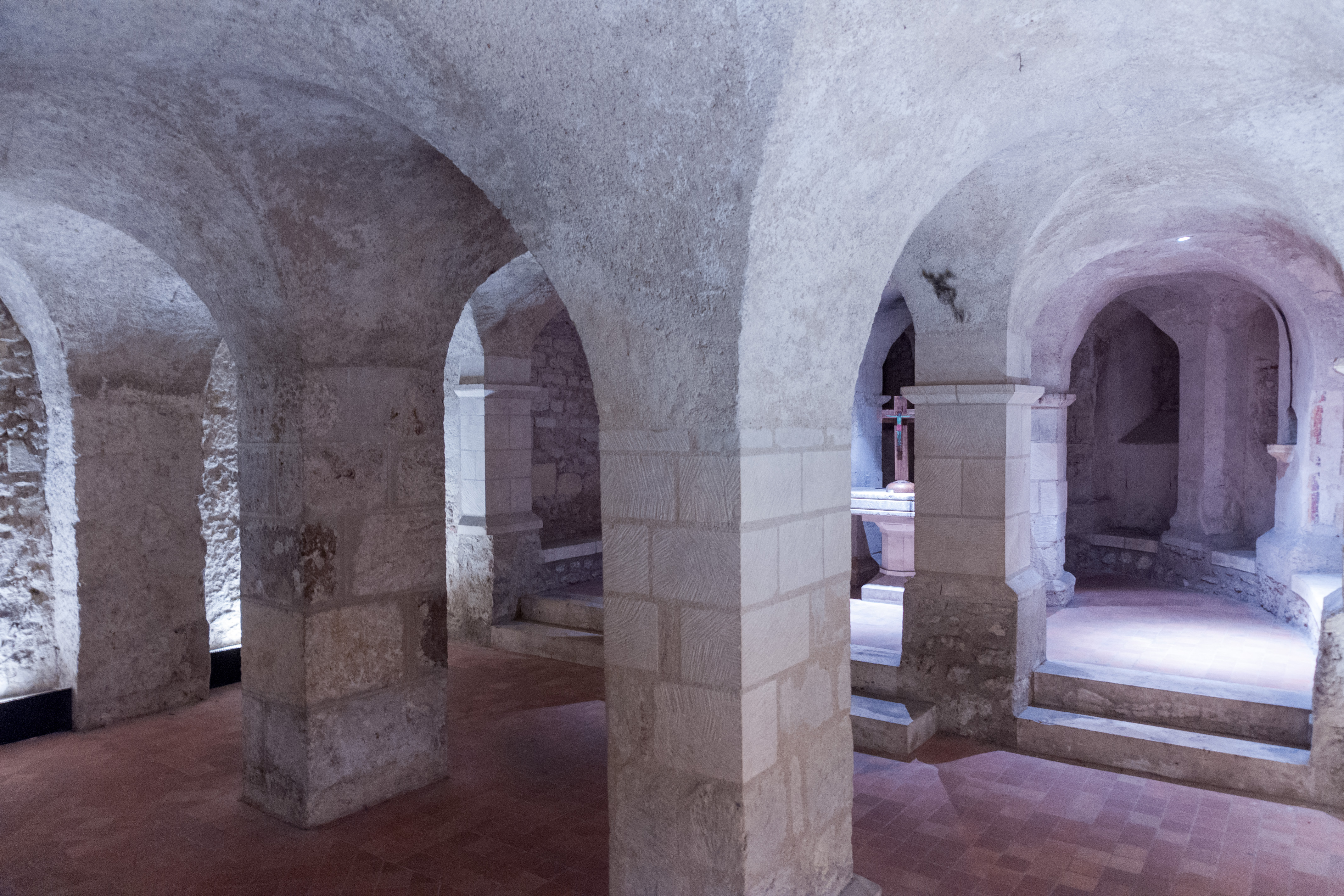
Crypte de la cathédrale de Blois

La crypte Saint-Solenne se trouve sous le chœur de la cathédrale. C’est en 1927 que l’on a découvert les vestiges d’une église carolingienne, bâtie à la fin du Xe siècle par les comtes de Blois pour abriter les reliques de Saint Solenne, évêque de Chartres au temps de Clovis. Plus tard, au XIIe siècle, lors de l’édification de l’église suivante, le chœur de cette église carolingienne devint une crypte.
Dans la crypte, seul subsiste le vaisseau central et l’abside de cette ancienne église-basilique. Derrière l’autel, on voit la trace de son abside semi-circulaire. Sur le côté gauche, un caveau abrite les tombes des évêques de Blois.

## Dans les arts

### Au cinéma
La cathédrale a servi de lieu de tournage et apparaît notamment dans plusieurs films, dont Belles Familles de Jean-Paul Rappeneau (2015),, et séries, dont The Serpent Queen de Justin Haythe (dernier épisode de la deuxième saison, 2024),.

## Galerie d'images

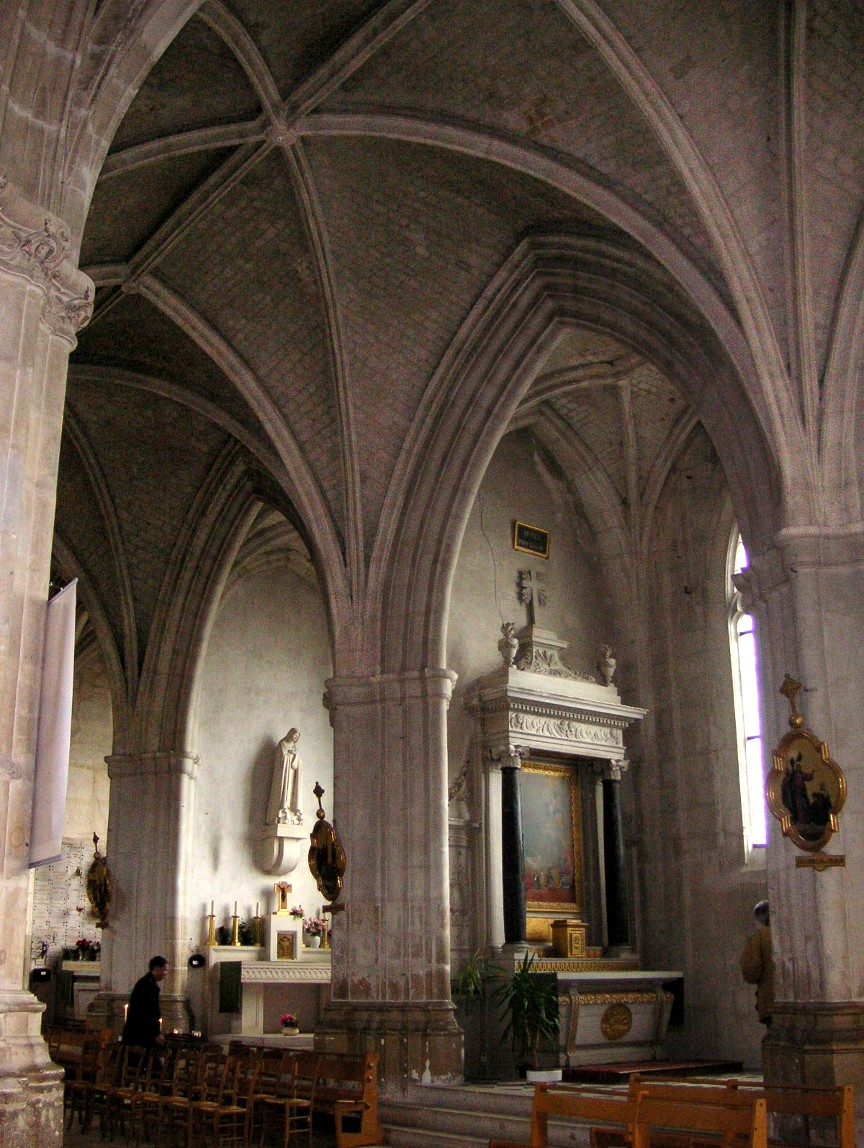
Chapelles latérales ouvertes sur le collatéral de la nef.
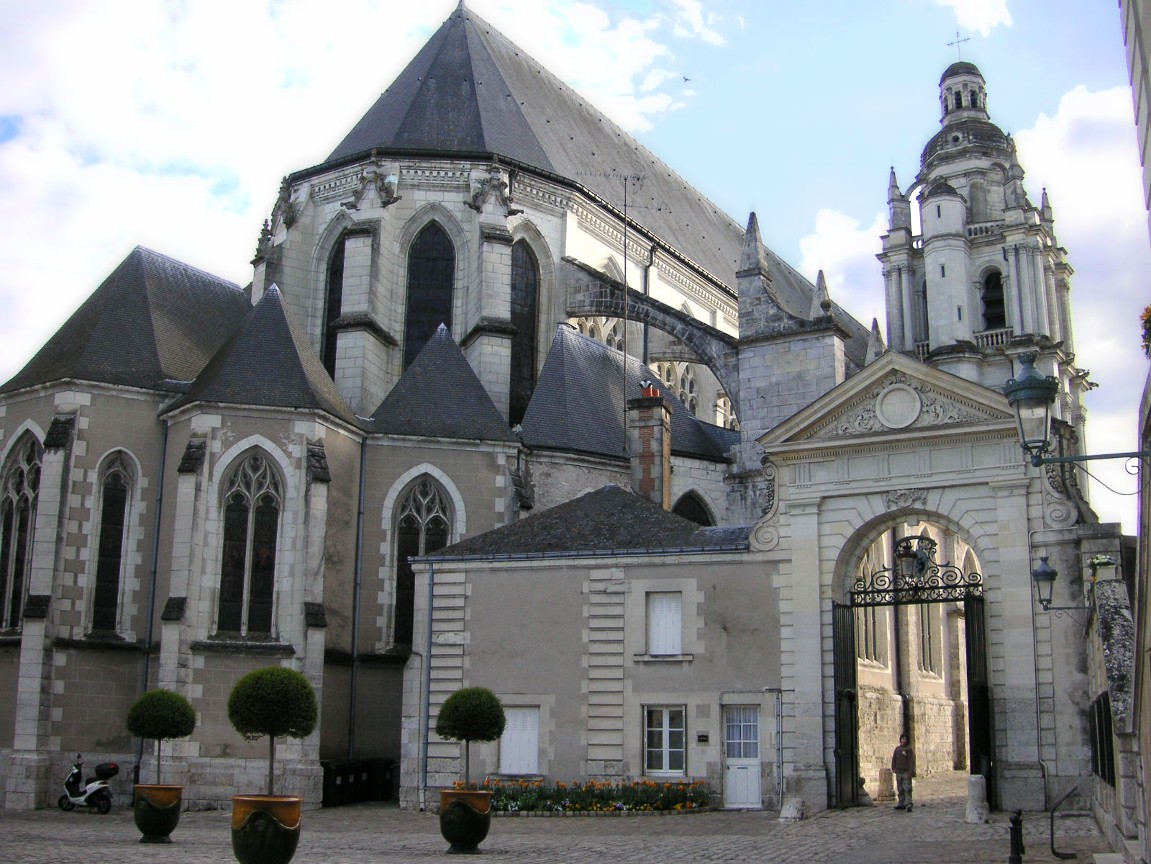
Vue du chevet correspondant à l'abside du chœur à 5 pans.
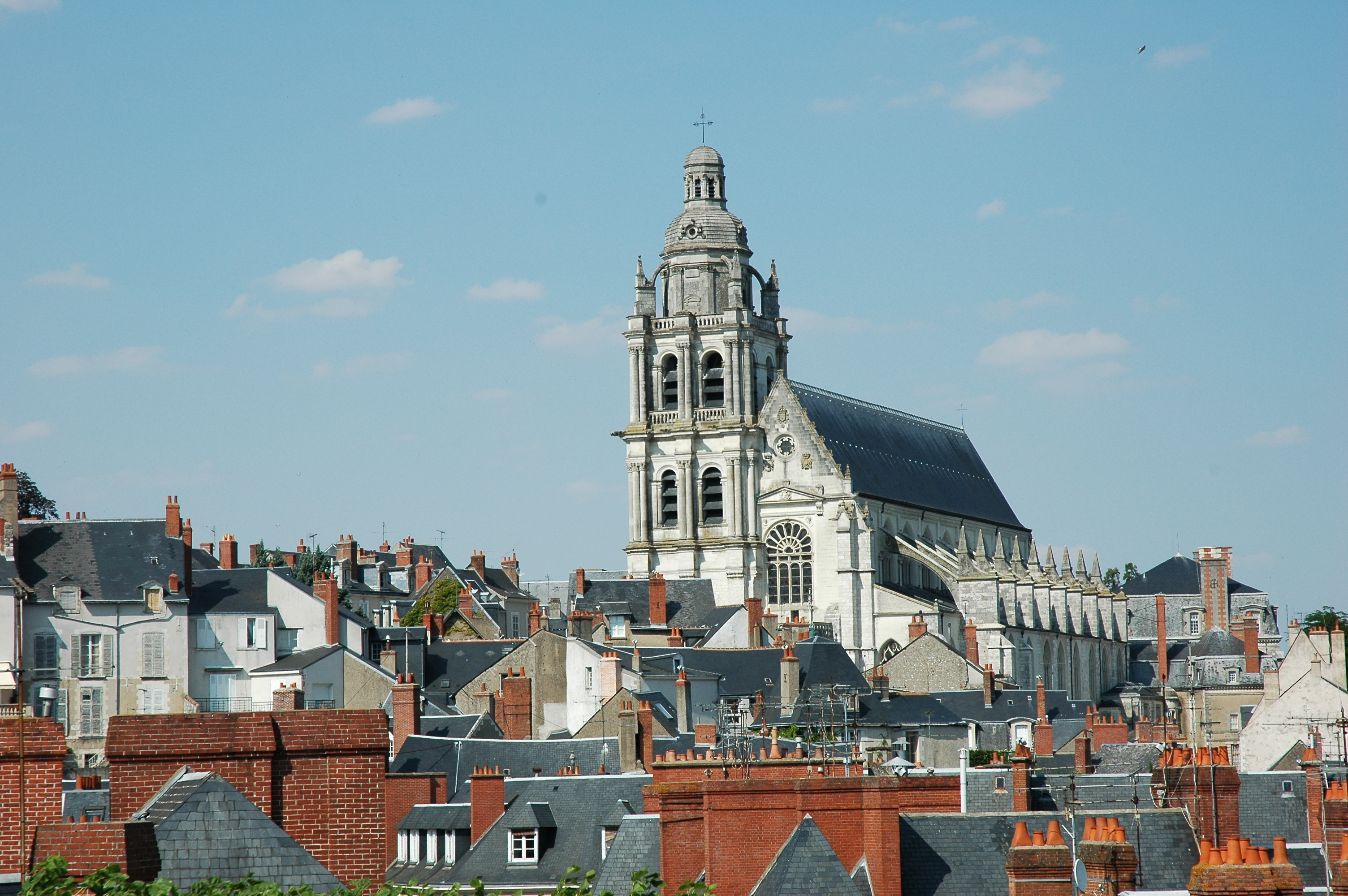
La cathédrale surplombant la ville.
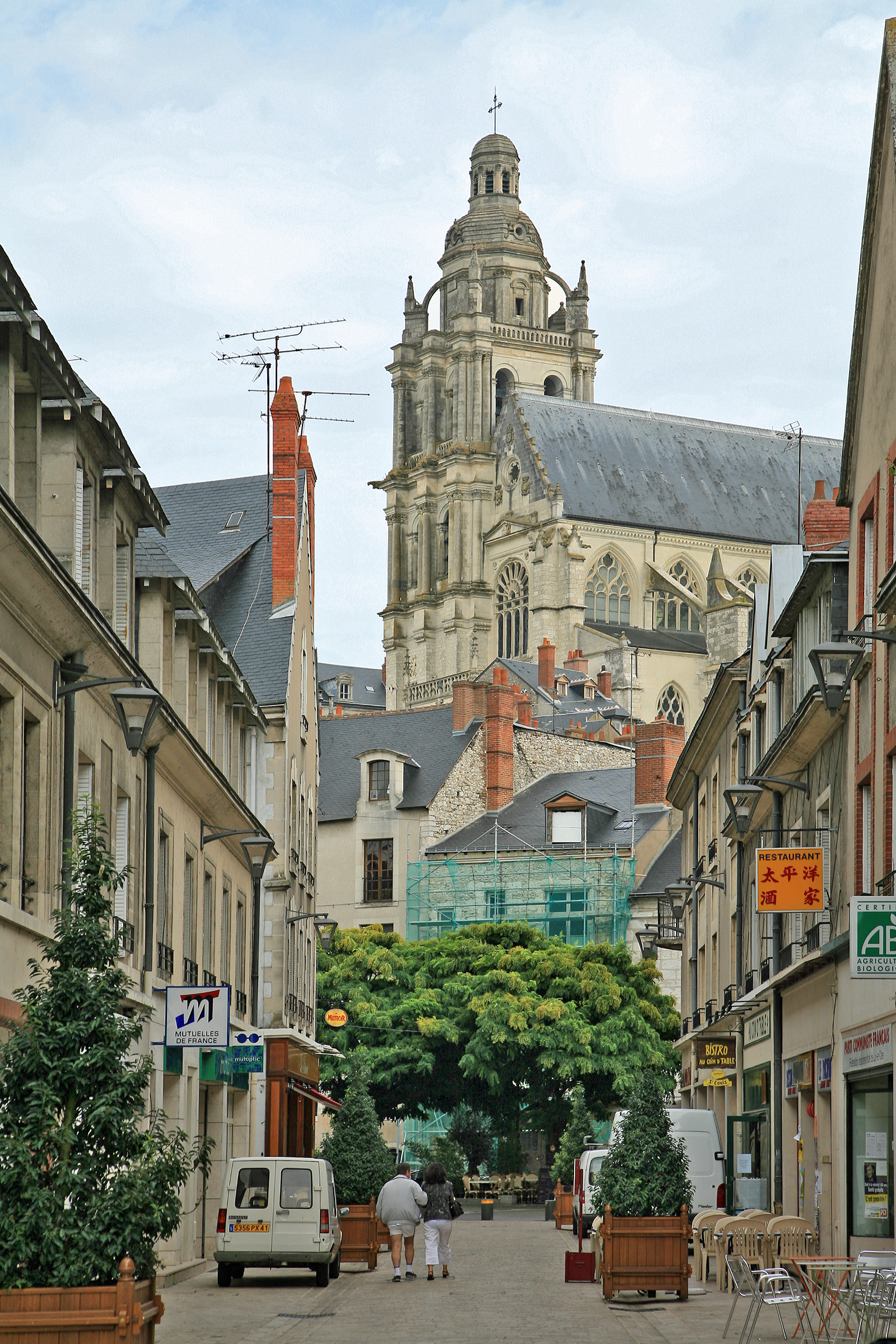
La cathédrale vue depuis la place de la Résistance.
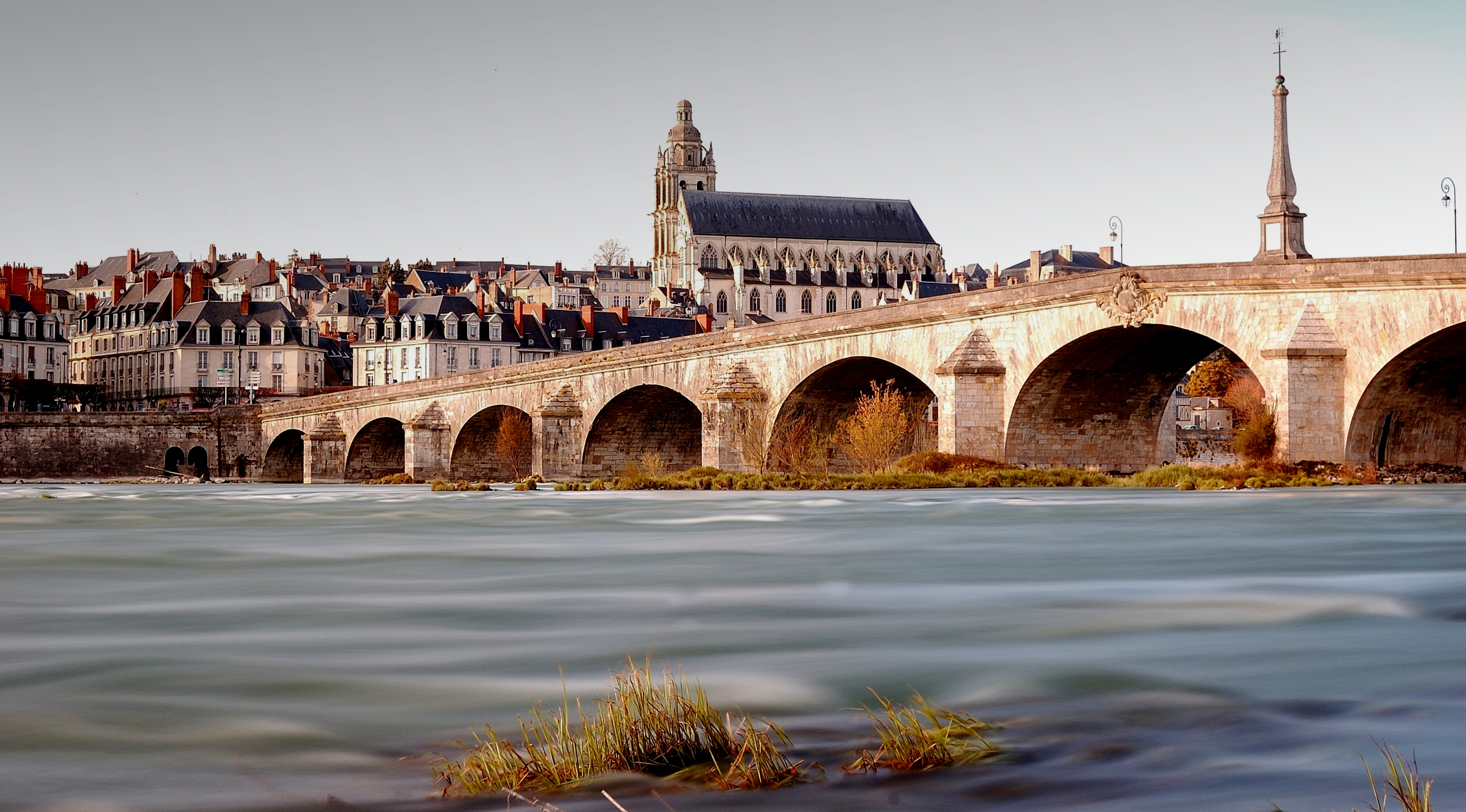
La cathédrale et le pont Jacques-Gabriel vus depuis Blois-Vienne.
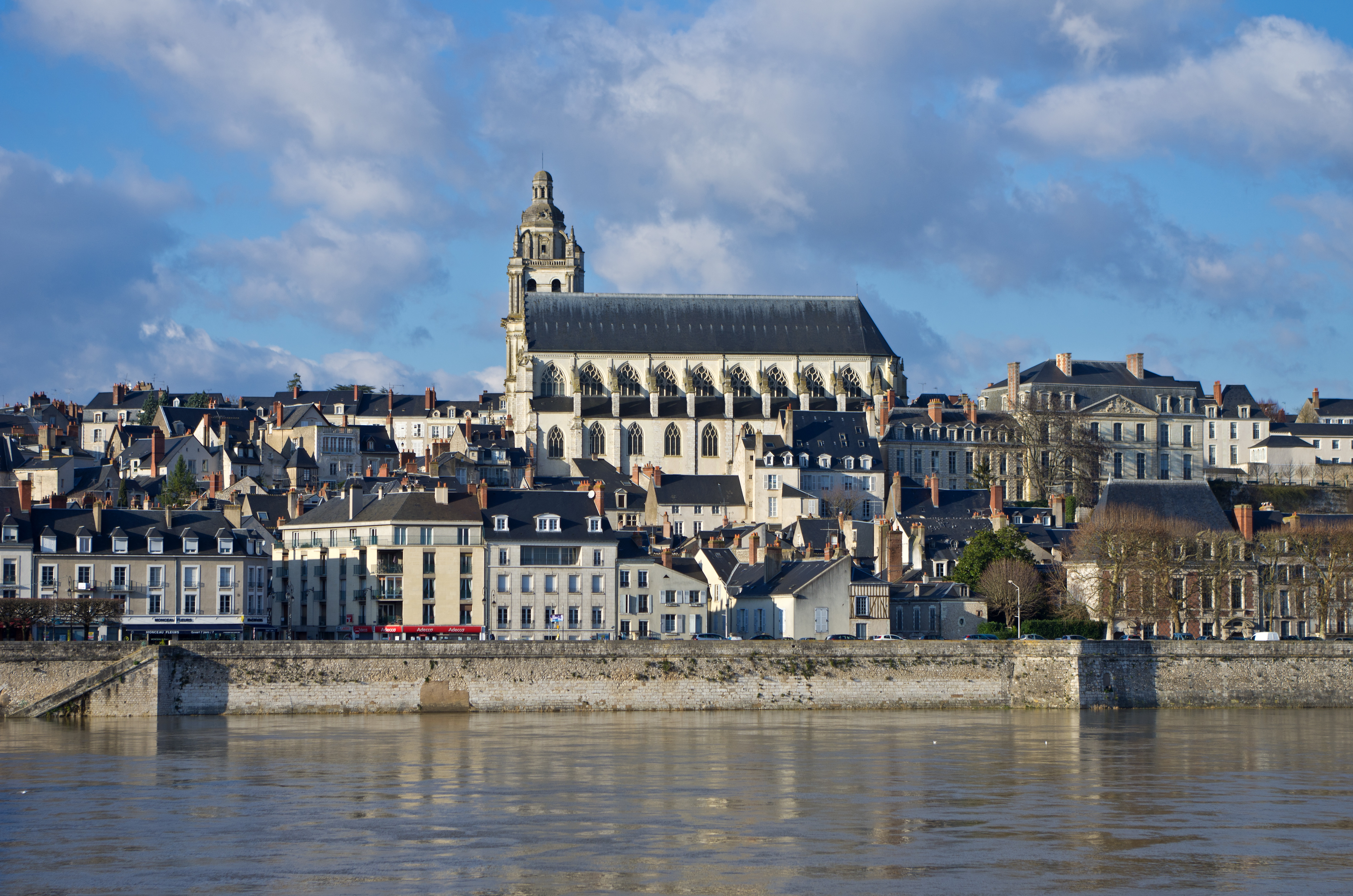
La cathédrale vue depuis le quai Amédée Contant, en Vienne.
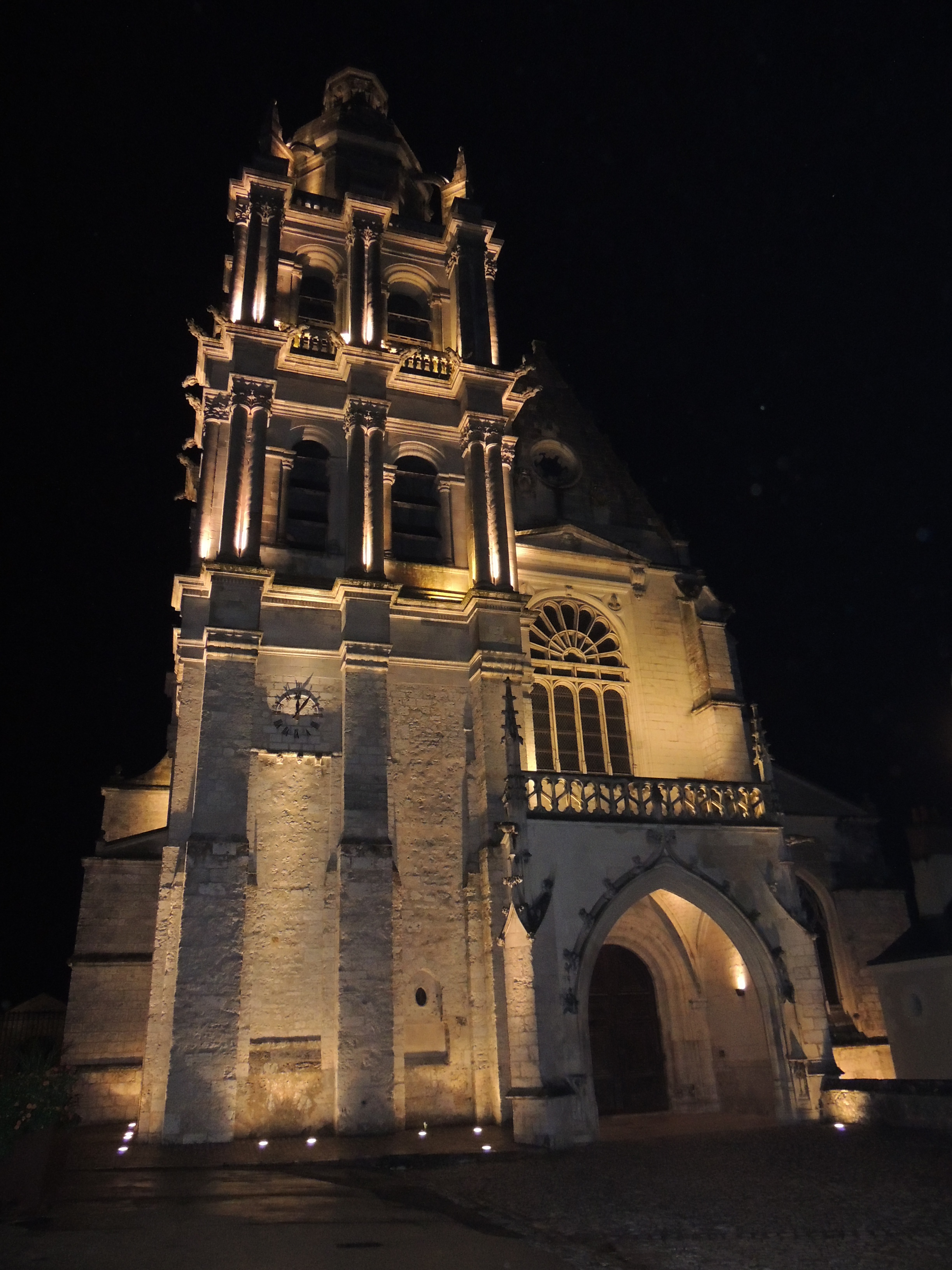
La façade de la cathédrale illuminée de nuit.
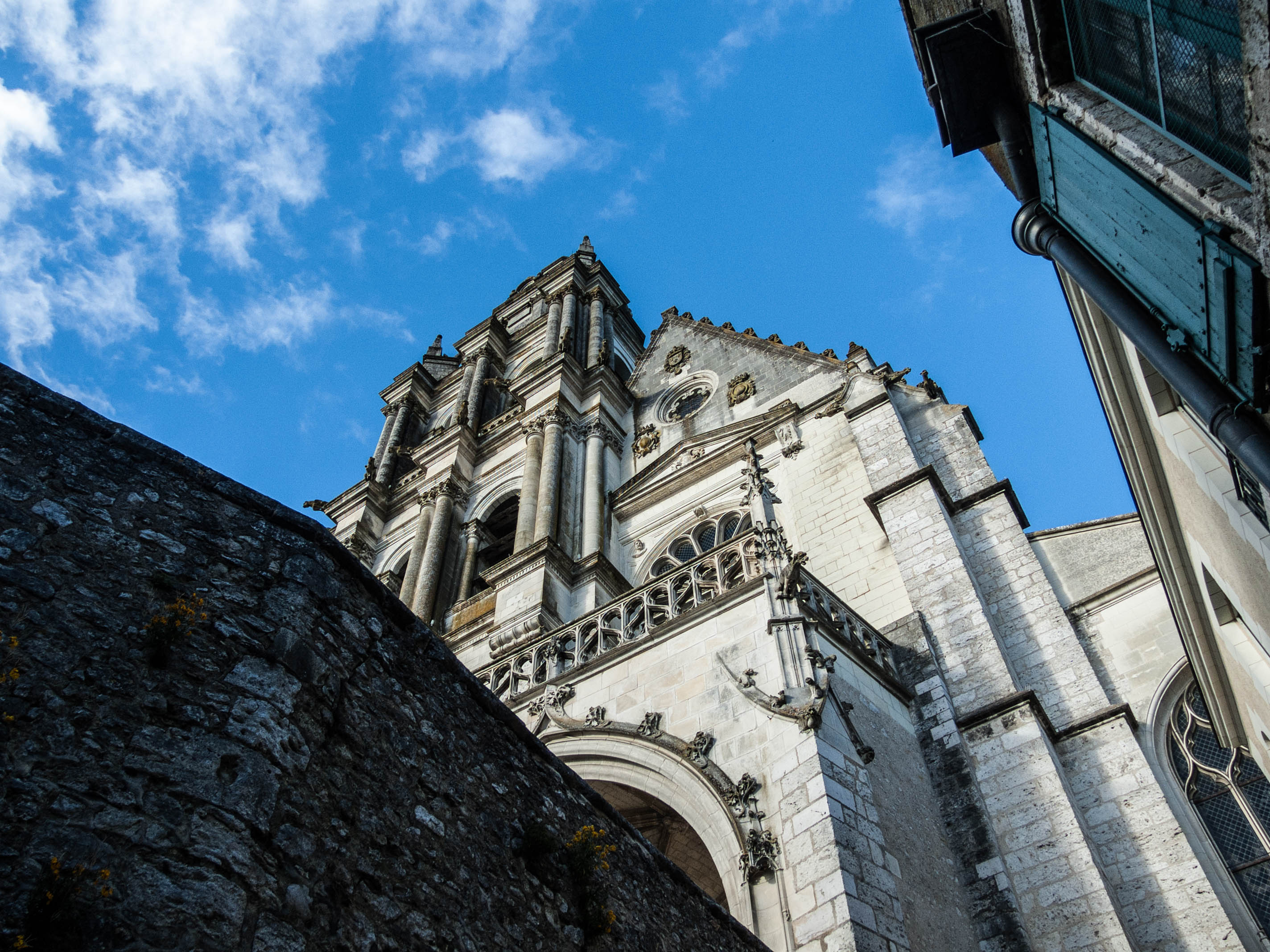
Façade de la cathédrale.
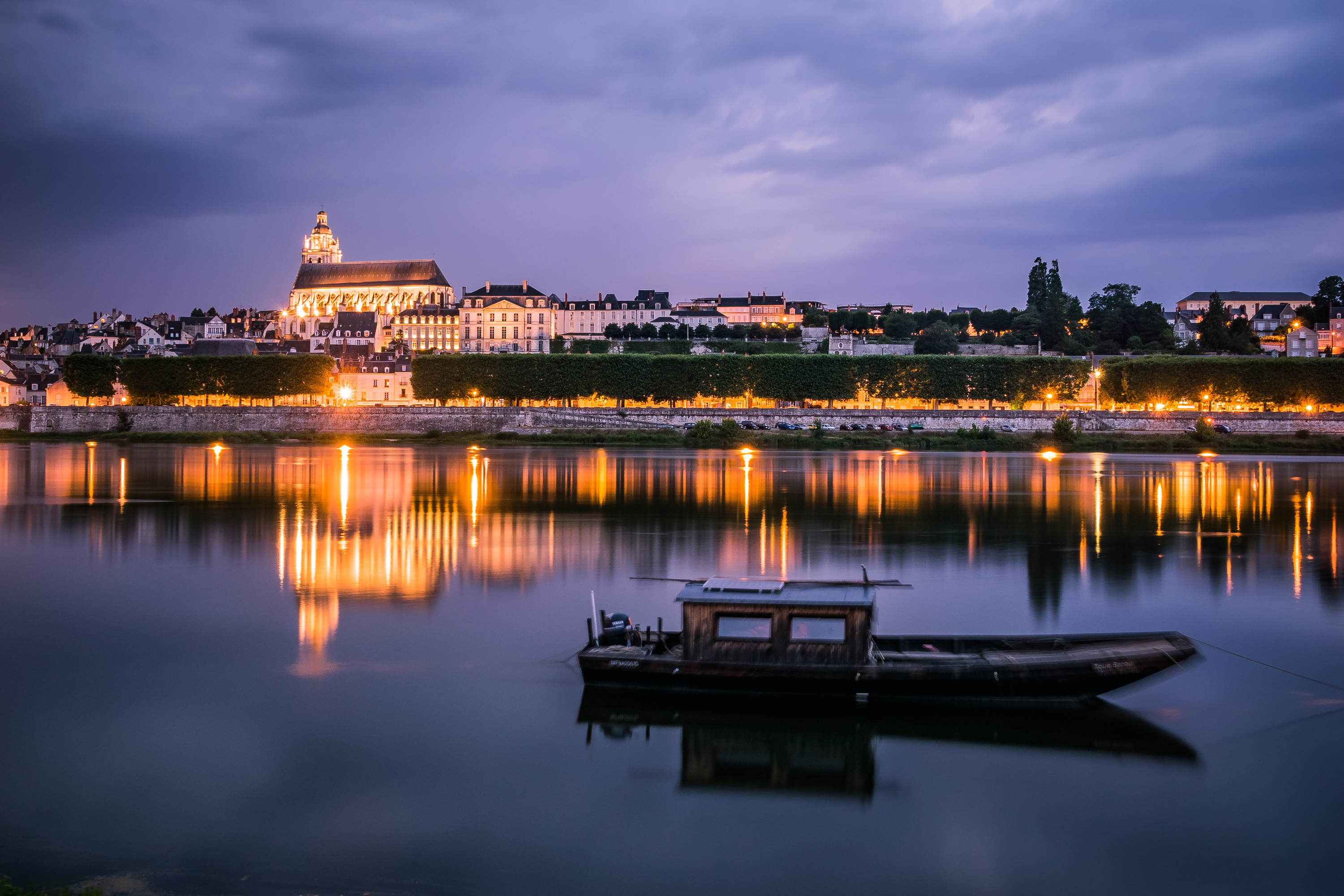
La cathédrale illuminée en début de soirée vue depuis le port de la Creusille.